# HD 163840
HD 163840 är en dubbelstjärna i den mellersta delen av stjärnbilden Herkules. Den har en kombinerad skenbar magnitud av ca 6,45 och kräver åtminstone en handkikare för att kunna observeras. Baserat på parallaxmätning inom Hipparcosuppdraget på ca 35,4 mas, beräknas den befinna sig på ett avstånd på ca 92 ljusår (ca 28 parsek) från solen. Den rör sig närmare solen med en heliocentrisk radialhastighet på ca -33 km/s. och kommer att uppnå perihelium om ca 769 000 år med ett avstånd av ca 27,2 ljusår från solen.

## Egenskaper
Primärstjärnan HD 163840 A är en gul till vit stjärna i huvudserien av spektralklass G2 V. Den har en massa som är ca 1,1 solmassor, en radie som är ca 1,5 solradier och har ca 2,0 gånger solens utstrålning av energi från dess fotosfär vid en effektiv temperatur av ca 5 900 K.
Följeslagaren HD 163840 B är en stjärna av magnitud 7,90 med spektralklass K2 V. Den har en massa som är ca 0,74 solmassor och har ca 0,65 gånger solens utstrålning av energi från dess fotosfär vid en effektiv temperatur av ca 4 800 K.
Stjärnparet kretsar kring varandra med en period på 881,6 dygn (2,414 år) och en excentricitet på 0,417. Planet för deras omloppsbana lutar med en vinkel på 73° mot siktlinjen från jorden, med en halv storaxel med ett vinkelvärde på 80,64 mas. Den snäva, excentriska omloppsbanan för paret tillåter inte en stabil planetbana i den beboeliga zonen för någon av komponenterna. Systemet som helhet kan vara ca 7,4 miljarder år gammalt med en något högre metallicitet än solen. Systemet uppvisar solliknande variationer.